# Розгановце
Розга́новце(словац. Rozhanovce) — село в окрузі Кошиці-околиця Кошицького краю Словаччини. Площа села 22,21 км². Станом на 31 грудня 2016 року в селі проживало 2480 жителів.

## Історія
Перші згадки про село датуються 1270 роком.

## Населення
| Рік:            | 1994. | 2004.   | 2014.   | 2024.    |
| --------------- | ----- | ------- | ------- | -------- |
| Кількість осіб: | 2037  | 2160    | 2368    | 2632     |
| Різниця:        |       | +6,03 % | +9,62 % | +11,14 % |

| Рік:            | 2023. | 2024.   |
| --------------- | ----- | ------- |
| Кількість осіб: | 2637  | 2632    |
| Різниця:        |       | -0,18 % |